# Квон, Дайонн
Дайонн Квон (англ. Dionne Quan; род. 20 октября 1978, Лексингтон) — американская актриса озвучивания.

## Ранние годы
Родилась 20 октября 1978 года в  городе Лексингтон, штат Массачусетс. Её родители — владельцы швейной машины и магазина пылесосов в городе Вальехо. У неё юридическая слепота, потому что она родилась с гипоплазией зрительного нерва. Выросла в городе Сан-Франциско.
В десятилетнем возрасте, её отец услышал интервью с учителем на радио, который обучал школьников озвучиванию, и он пригласил её на занятия. В четырнадцатилетнем возрасте получила первое озвучивание для рекламы и сыграла в разработках средней школы. В 1998 году окончила школу «Benicia High School».

## Карьера
Озвучивала Кими Финстер в мультфильме «Карапузы в Париже». Она продолжила озвучивать её в мультсериалах «Ох уж эти детки» и «Детки подросли», и в мультфильме «Карапузы встречаются с Торнберри».  Также она озвучивала Трикси Тан в мультсериале «Волшебные покровители».

## Фильмография
| Год       |    | Русское название                  | Оригинальное название                | Роль                             |
| --------- | -- | --------------------------------- | ------------------------------------ | -------------------------------- |
| 1995—1996 | мс | Запутанные сказки о коте Феликсе  | The Twisted Tales of Felix the Cat   | дополнительные роли              |
| 1998      | мс | Коровка и Петушок                 | Cow and Chicken                      | девочка                          |
| 1998      | мс | Я — горностай                     | I Am Weasel                          | девочка                          |
| 1998      | мс | Приключения из книги добродетелей | Adventures from the Book of Virtues  | Мари                             |
| 1998      | мс | О, да! Мультики!                  | Oh Yeah! Cartoons                    | королева Рапшиба                 |
| 1998—2000 | мс | Дикая семейка Торнберри           | The Wild Thornberrys                 | Ши Шоу/дополнительные роли       |
| 2000—2006 | мс | Ох уж эти детки!                  | Rugrats                              | Кими Финстер/дополнительные роли |
| 2000      | мф | Карапузы в Париже                 | Rugrats in Paris: The Movie          | Кими Финстер                     |
| 2000      | ки | —                                 | Rugrats in Paris: The Movie          | Кими Финстер                     |
| 2001      | мс | Мумия                             | The Mummy                            | Иши                              |
| 2001—2009 | мс | Волшебные покровители             | The Fairly OddParents                | Трикси Тан                       |
| 2002      | мс | Приключения Джеки Чана            | Jackie Chan Adventures               | неназванный персонаж             |
| 2002      | ки | —                                 | Rugrats: Royal Ransom                | Кими Финстер                     |
| 2003—2008 | мс | Детки подросли                    | All Grown Up!                        | Кими Финстер                     |
| 2003      | мф | Карапузы встречаются с Торнберри  | Rugrats Go Wild                      | Кими Финстер                     |
| 2003      | мс | —                                 | Clifford’s Puppy Days                | Дженни                           |
| 2003      | ки | —                                 | Rugrats Go Wild                      | Кими Финстер                     |
| 2005—2006 | мс | Братц                             | Bratz                                | Ясмин                            |
| 2005      | мф | —                                 | Kitty’s Dish                         | Лили                             |
| 2005      | ки | Братц. Рок-звёздочки              | Bratz: Rock Angelz                   | Ясмин                            |
| 2006      | мс | Приключения Элоизы                | Me, Eloise!                          | Юко                              |
| 2007      | ки | —                                 | Driver 76                            | Чэнь Чи                          |
| 2009      | ки | Индиана Джонс и посох королей     | Indiana Jones and the Staff of Kings | Сьюзи Тан                        |